# Jang Jirak
 (mai 2021).
La mise en forme du texte ne suit pas les recommandations de Wikipédia : il faut le « wikifier ».
Les points d'amélioration suivants sont les cas les plus fréquents. Le détail des points à revoir est peut-être précisé sur la page de discussion.
- Les titres sont pré-formatés par le logiciel. Ils ne sont ni en capitales, ni en gras.
- Le texte ne doit pas être écrit en capitales (les noms de famille non plus), ni en gras, ni en italique, ni en « petit »…
- Le gras n'est utilisé que pour surligner le titre de l'article dans l'introduction, une seule fois.
- L'italique est rarement utilisé : mots en langue étrangère, titres d'œuvres, noms de bateaux, etc.
- Les citations ne sont pas en italique mais en corps de texte normal. Elles sont entourées par des guillemets français : « et ».
- Les listes à puces sont à éviter, des paragraphes rédigés étant largement préférés. Les tableaux sont à réserver à la présentation de données structurées (résultats, etc.).
- Les appels de note de bas de page (petits chiffres en exposant, introduits par l'outil «  Source ») sont à placer entre la fin de phrase et le point final[comme ça].
- Les liens internes (vers d'autres articles de Wikipédia) sont à choisir avec parcimonie. Créez des liens vers des articles approfondissant le sujet. Les termes génériques sans rapport avec le sujet sont à éviter, ainsi que les répétitions de liens vers un même terme.
- Les liens externes sont à placer uniquement dans une section « Liens externes », à la fin de l'article. Ces liens sont à choisir avec parcimonie suivant les règles définies. Si un lien sert de source à l'article, son insertion dans le texte est à faire par les notes de bas de page.
- La présentation des références doit suivre les conventions bibliographiques. Il est recommandé d'utiliser les modèles {{Ouvrage}}, {{Chapitre}}, {{Article}}, {{Lien web}} et/ou {{Bibliographie}}. Le mode d'édition visuel peut mettre en forme automatiquement les références.
- Insérer une infobox (cadre d'informations à droite) n'est pas obligatoire pour parachever la mise en page.

Pour une aide détaillée, merci de consulter Aide:Wikification.
Si vous pensez que ces points ont été résolus, vous pouvez retirer ce bandeau et améliorer la mise en forme d'un autre article.
 (juillet 2021).
Kim San ( coréen : 김산, Hanja : 金山, 14 avril 1905 - 19 octobre 1938) était un révolutionnaire socialiste et un combattant pour l'indépendance coréenne. Son nom patronymique est Jang Jihak ( coréen : 장 지학, Hanja : 張志鶴) selon Nym Wales, ou Jang Jirak ( coréen : 장지락, Hanja : 張志 樂) selon les documents des autorités japonaises. Né en Corée au début du XXe siècle, témoin et victime des exactions des autorités coloniales japonaises, il a participé au mouvement pour l'indépendance de la Corée et à la révolution chinoise. Il s'est rendu dans des régions telles que la Corée, le Japon, la Mandchourie, Shanghai, Pékin et le Guangdong.  Homme curieux, il était féru de sujets aussi divers que la philosophie, la littérature, l'économie, la physique et la chimie. Il parlait également couramment de nombreuses langues telles que le japonais, le chinois, l'anglais et l'espéranto. Il a été exécuté en Chine en 1938. Sa vie et ses activités gagne en renom par la publication en 1941 d'un livre intitulé Song of Ariran écrit par la journaliste Nym Wales sur la base de ses entretiens avec lui à Yan'an en 1937. Ce livre a également été traduit en japonais en 1953 et en coréen en 1984.

## Biographie
Il est né en 1905, à Youngcheon dans la région de Pyongan Bukdo, située dans la partie nord de la Corée, au sein d'une famille d'agriculteurs pauvres, juste avant l'annexion coloniale de la Corée par l'impérialisme japonais en 1910. Il y fréquente l'école primaire et secondaire. 
Témoin et victime de la répression par les autorités coloniales japonaises du mouvement indépendant de mars en 1919, auquel il a participé, il est emprisonné pendant trois jours. Il décide alors d'apprendre des théories révolutionnaires, pour aider à expulser les impérialistes de Corée et à obtenir l’indépendance nationale. 
Il se rend à Tokyo, au Japon, qui servait à l'époque de refuge aux révolutionnaires après la Première Guerre mondiale. Il profite de ses études pour faire la rencontre de nombreuses personnes de milieux divers, et approfondir ses réflexions politiques. Il en conclu que la nouvelle méthode pour sauver la Corée peut s'inspirer du modèle de la Russie soviétique. Il se rend alors en Russie, non sans passer par un détour en Corée. Il se rend à Harbin, en route pour la Russie, et découvre que la route est bloquée à la frontière. Il décide alors de s'inscrire à l'Académie militaire de Shin Heung, fondée par des immigrants coréens dans le but d'éduquer les dirigeants de l'armée indépendante coréenne.  Après avoir obtenu son diplôme, il va à Shanghai pour travailler pour le gouvernement provisoire coréen. 
Il devient alors anarchiste pour se rapprocher des membres du corps héroïque ( coréen : 의열단; RR : « Euiyeoldan» ; MR : « Uiyoldan» ). À l'instar de nombre de ses contemporains coréens, il devient un révolutionnaire socialiste par la double influence de la colonisation, mais aussi sous l'influence radicalisante de la révolution russe en 1917.
Estimant que la première étape pour la libération coréenne de la domination du Japon serait le succès de la révolution communiste en Chine continentale et déterminé à participer activement à ses progrès, il se rend à Pékin en 1921. L'année suivante, il devient membre du Parti communiste chinois et, en 1923, il rejoint de l'Alliance de la jeunesse communiste en publiant un magazine intitulé Révolution . 
En 1925, il quitte Pékin pour le Guangdong et participe plus activement à la révolution chinoise. Il a fréquente l' Académie militaire de Whampoa et s'inscrit au département de médecine puis en sciences politiques à l'Université Sun Yat-sen . En 1926, il devient rédacteur en chef adjoint du magazine Revolutionary Alliance, publié par la Youth Alliance for the Korean Revolution, et crée une organisation nommée Alliance of the Eastern Nations. 
Il a participe à des affrontements armés lors du soulèvement de Guangzhou en 1927 aux côtés de l' Armée rouge chinoise. Environ 200 des quelque 7 000 communistes morts dans la bataille de Guangzhou étaient des communistes coréens. 
Alors qu'il participait à des activités révolutionnaires à Hong Kong, Shanghai et Pékin de 1928 à 1930, il est arrêté par la police chinoise et remis au consulat japonais puisque coréen. Il est ensuite envoyé à Shinyjoo, en Corée. Il y est torturé et interrogé pendant quarante jours par les autorités coloniales japonaises. Ne trouvant aucune preuve solide, il est libéré en avril 1931. Il retourne à Pékin pour devenir enseignant dans des écoles, y compris en tant que formateur. Pris à nouveau par la police chinoise en avril 1933, il s'échappe en janvier 1934. Alors qu'il travaillait au Comité de la zone nord du Parti communiste chinois, il se marie à une femme chinoise et a travaille comme cheminot pendant une courte période. Son fils né en janvier 1937.
Il fonde l'Alliance pour la libération du peuple coréen à Shanghai en juillet 1936 et devient un représentant des révolutionnaires coréens dans l'organisation en août 1936. Il donne également donné des cours de physique, de chimie, de mathématiques, de coréen et de japonais aux membres de l'Armée rouge chinoise à l'Académie militaire et politique de lutte contre le Japon à Yan'an, en Chine en 1937. 
La journaliste américaine Nym Wales, alors la femme d'Edgar Snow, le rencontre, curieuse. Elle l'interroge plus de 22 fois pendant trois mois de juin à août 1937 à la bibliothèque de Yan'an, tout en interviewant des révolutionnaires chinois clés, dont Mao Zedong. 
Cependant, dénoncé comme « trotskyste et espion du Japon », il est arrêté par la sécurité communiste chinoise dirigée par Kang Sheng, sous l'influence du stalinisme et qui a dirigé la révolution culturelle avec Jiang Qing. Il est exécuté en 1938. 
Il a été blanchi et réintégré par le Comité central du Parti communiste chinois en janvier 1983 après que son fils eut demandé la récupération de l'honneur de son père en 1978. 
Il a reçu à titre posthume l'Ordre du mérite de la Fondation nationale par le gouvernement sud-coréen en 2005, après l'affaissement de l'anticommunisme à la suite de la démocratisation en Corée du Sud. Celui-ci avait poussé à oublier de reconnaître les contributions historiques de ceux, qui avaient combattu pour l'indépendance de la Corée du côté de gauche pendant la domination japonaise.